# Robert Guédiguian
Robert Guédiguian (Marsella, 3 de diciembre de 1953) es un director, actor, productor y guionista de cine francés.

## Trayectoria
Nacido en Marsella —ciudad en la que desarrollan sus filmes, sobre la vida de las clases trabajadoras—, Robert Guédiguian es hijo de un armenio y de una alemana.
Estudió en París sociología. Estuvo un breve tiempo vinculado al partido comunista, pero prefirió plasmar en el cine su compromiso político, narrando la vida en fábricas, supermercados, calles humildes, zonas portuarias marsellesas.
Por su parte, conoció a su mujer Ariane Ascaride (n. 1954), que estudió sociología en Aix-en Provence y que estudió dramaturgia con Antoine Vitez y Pierre Vial en París. Ella es la protagonista de casi todas sus películas, desde Dernier été, 1981.
Robert Guédiguian habla en su cine de la precariedad laboral y marcadamente de la inmigración, de las malas condiciones de trabajo, del paro. En algunas de sus producciones se avecina al neorrealismo italiano, al enfrentarse a la marginalidad y la carencia total de bienes.
Empezó a filmar, con otro director, en 1981. Rodó, en 1995, À la vie, à la mort!, pero fue conocido por el público gracias a Marius y Jeannette (1997), comedia dramática que se centra en la vida de una mujer de origen árabe (Ariane), que es expulsada del supermercado donde trabaja; tiene dos hijos, está separada y conoce a un vigilante solitario.
De entre sus filmes destacan Marie-Jo y sus dos amores (2002), Mi padre es ingeniero (2004), El viaje a Armenia (2006) o Lady Jane (2008).
Su Las nieves del Kilimanjaro (2011) nada tiene que ver con la novela de Ernest Hemingway, sino con los sueños obreros, truncados con la crisis actual; apela para ello al poema de Victor Hugo, Les pauvres gens. Parte de una pareja estable, con Ariane de protagonista, que percibe el fracaso del mundo sindical, cara a sus hijos. Con motivo de su estreno en España, en 2012, declaraba que "La lucha de clases atraviesa el pueblo en sí mismo, a cada trabajador, porque el capital ha conseguido crear la ilusión de que todo el mundo era un poco capitalista, de que todos éramos burgueses; una ilusión que podía interiorizarse a través de pequeñas cosas concretas como el pequeño accionariado, el acceso a la propiedad".
Piensa hacer una película sobre el genocidio armenio (la referencia paterna de su estímulo es evidente). La acción transcurrirá en la década de 1980, tendrá un epílogo, narrado en la presente, y un prólogo que ha de suceder en 1920.

## Filmografía (selección)
- Dernier été, 1981; tr. Último verano, codirector
- Ki lo sa? 1985
- Rouge midi 1985
- Dieu vomit les tièdes 1989
- L'Argent fait le bonheur 1992; tr. El dinero da la felicidad
- À la vie, à la mort! 1995
- Marius y Jeannette 1997; tr. Marius y Jeannette
- À la place du coeur 1998; tr. 'De todo corazón
- La ville est tranquille 2000; tr. 'La ciudad está tranquila
- À l'attaque! 2001; tr. ¡Al ataque!
- Marie-Jo et ses deux amours 2002; tr. Marie-Jo y sus dos amores
- Mon père est ingénieur 2004; tr. Mi padre es ingeniero
- President Mitterrand (Le promeneur du Champ de Mars) 2005; Presidente Mitterrand.
- Le voyage en Arménie 2006. tr. El viaje a Armenia
- Lady Jane 2008; tr. Lady Jane
- L'armée du crime 2008; tr. El ejército del crimen
- Les neiges du Kilimandjaro 2011; tr. Las nieves del Kilimanjaro
- Au fil d'Ariane 2014; tr. El cumpleaños de Ariane
- Une histoire de fou 2015; tr. Una historia de locos
- La villa 2018; tr. La casa junto al mar
- Gloria Mundi 2019; tr. Gloria Mundi
- Twist à Bamako 2021;

## Premios y distinciones
Festival Internacional de Cine de San Sebastián
| Año  | Categoría                  | Película        | Resultado |
| ---- | -------------------------- | --------------- | --------- |
| 1998 | Premio Especial del Jurado | De todo corazón | Ganador   |
| 1998 | Premio OCIC                | De todo corazón | Ganador   |

- Su película Las nieves del Kilimanjaro obtuvo la Espiga de plata y el Premio del público en el Festival de Valladolid.[6]